# Boží muka (Vojkovice)
Boží muka ve Vojkovicích v okrese Brno-venkov jsou stavba z 18. století. Boží muka jsou kulturní památkou.

## Popis
Boží muka se nacházejí u silnice na Syrovice, na křižovatce ulic Nádražní a Mácovy, poblíž vojkovické železniční zastávky a v těsné blízkosti základní školy. Postavena byla jako poděkování za přežití moru a jako ochrana obce před další nákazou.
Pozdně barokní boží muka jsou trojboká a byla postavena zřejmě kolem roku 1780. V nikách se nachází malby, jejichž náměty jsou Panna Marie (Pieta), Nejsvětější Trojice a svatý Antonín Paduánský.

## Galerie

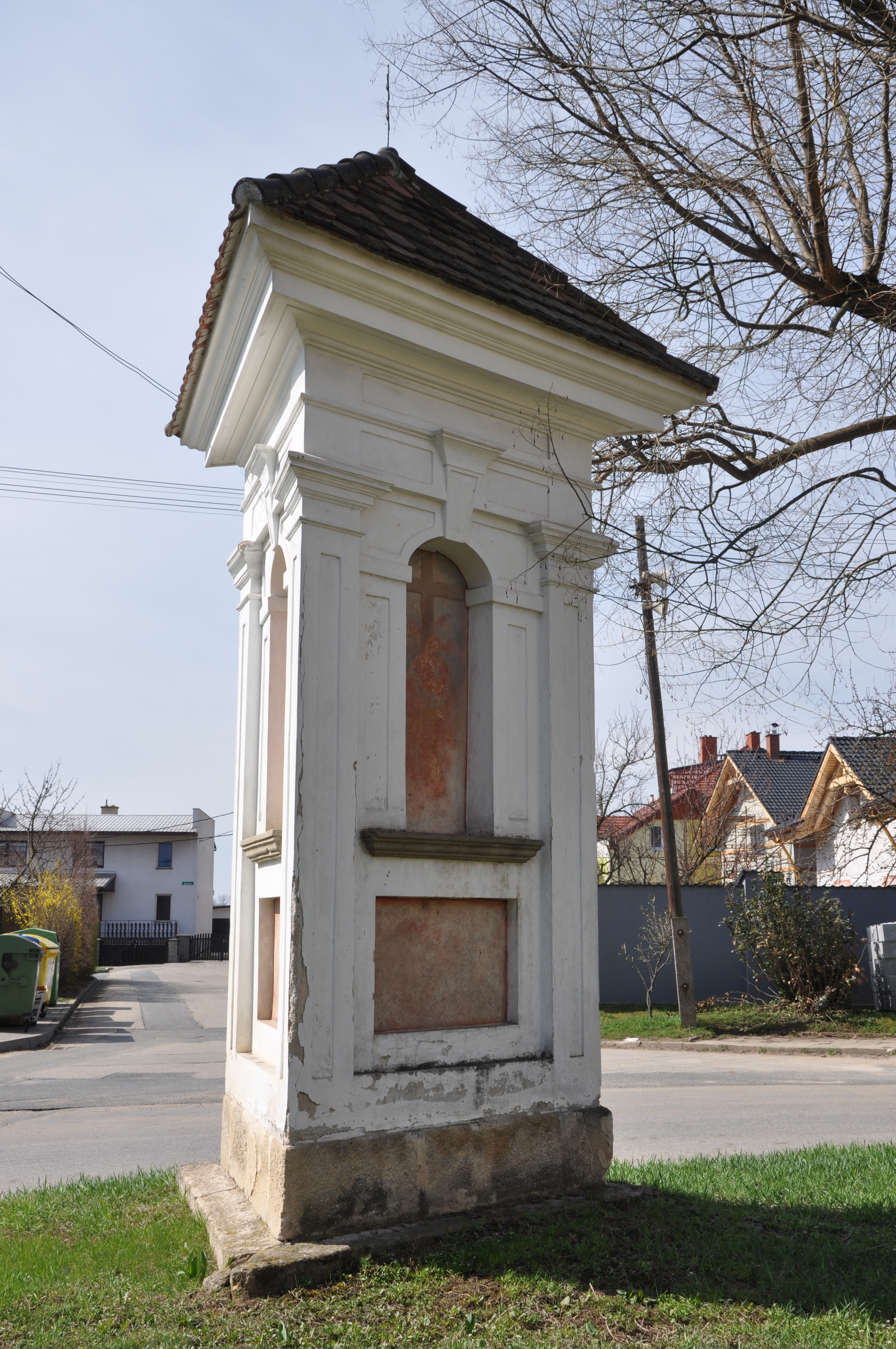
Boží muka ve Vojkovicích
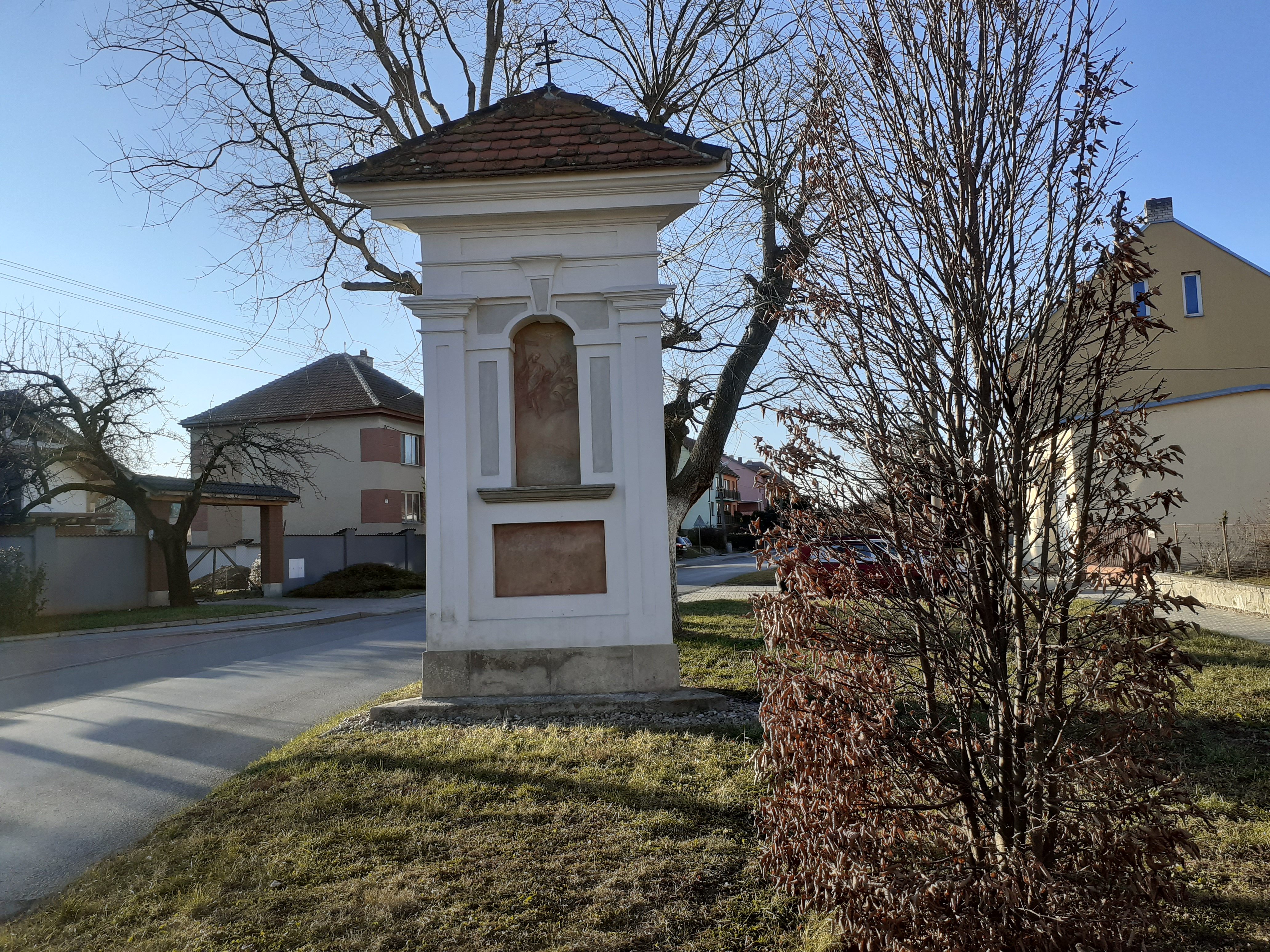
Boží muka ve Vojkovicích
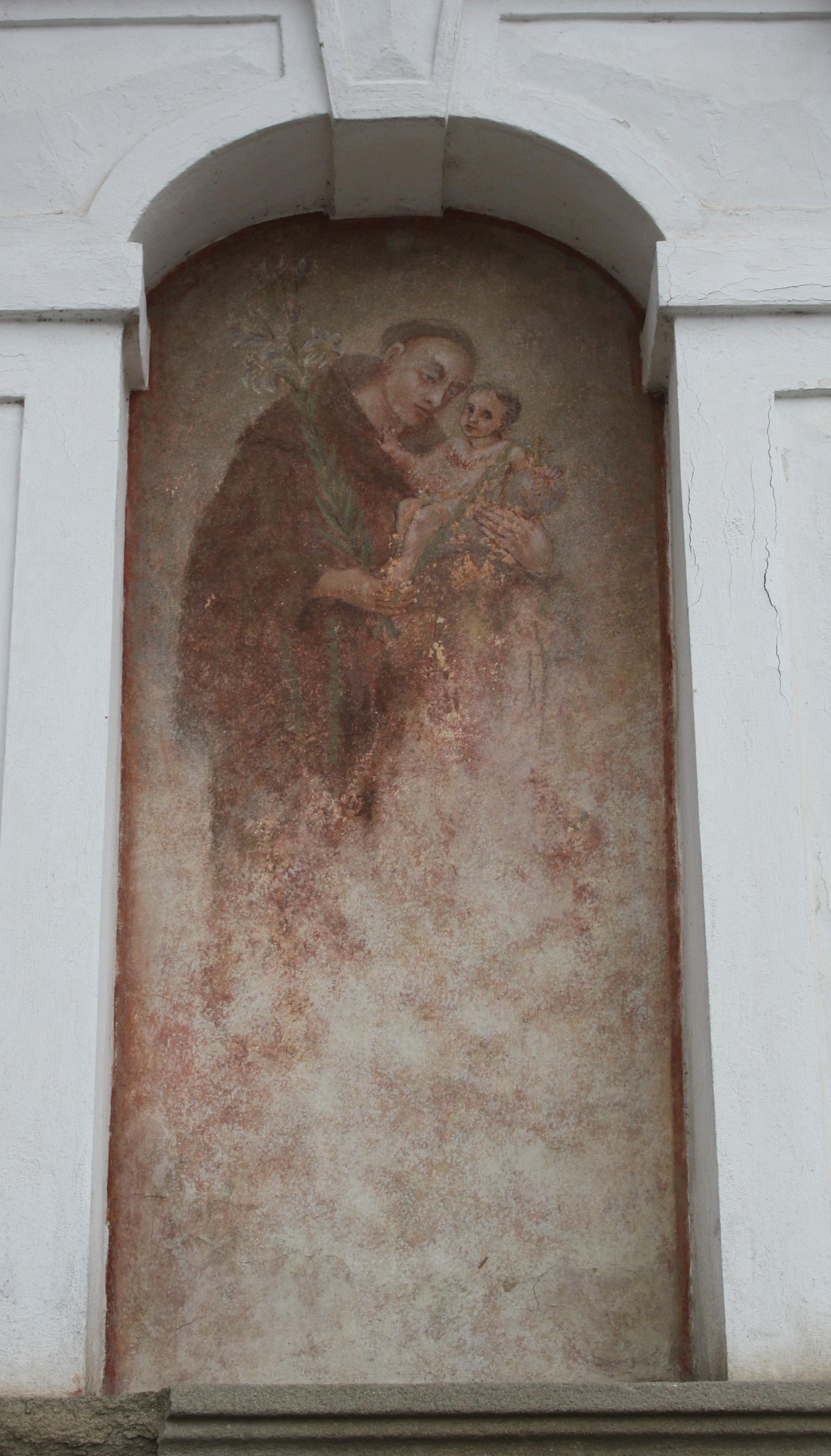
Detail niky s vyobrazením svatého Antonína Paduánského